# محمد نشنوش
محمد نشنوش (انگلیسی: Muhammad Nashnoush؛ زاده ۱۵ ژوئن ۱۹۸۸) یک بازیکن فوتبال اهل لیبی است.
وی همچنین در تیم ملی فوتبال لیبی بازی کرده است.